# Seolganghwa: Snowdrop
Seolganghwa: Snowdrop (kor. 설강화: snowdrop) – południowokoreański serial telewizyjny. Główne role odgrywają w nim Jung Hae-in, Jisoo, Yoo In-na, Jang Seung-jo, Yoon Se-ah, Kim Hye-yoon oraz Jung Yoo-jin. Premiera odbyła się 18 grudnia 2021 roku na stacji JTBC.

## Obsada

### Postacie pierwszoplanowe
- Jung Hae-in jako Im Soo-ho / Im Soo-hyeok
- Jisoo jako Eun Young-ro
- Yoo In-na jako Kang Chung-ya
- Jang Seung-jo jako Lee Kang-moo
- Yoon Se-ah jako Pi Seung-hee
- Kim Hye-yoon jako Kye Boon-ok
- Jung Yoo-jin jako Jang Han-na

### Postacie drugoplanowe
Osoby związane z ANSP
- Heo Joon-ho jako Eun Chang-soo
- Park Sung-woong jako Nam Tae-il
- Lee Hwa-ryong jako Ahn Kyung-hee
- Kim Jung-nan jako Hong Ae-ra
- Jung Hye-young jako Jo Sung-shim
- Baek Ji-won jako Choi Mi-hye
- Moon Yoo-kang jako Seung-jun

Ludzie wokół Young-ro
- Jung Shin-hye jako Go Hye-ryung
- Kim Mi-soo jako Yeo Jung-min
- Choi Hee-jin jako Yoon Seol-hee
- Song Geon-hee jako Eun Young-woo
- Ahn Dong-goo jako Choi Byung-tae
- Kim Jong-soo jako Kim Man-dong
- Nam Mi-jung jako Oh Deok-shim.
- Kim Jeong-hoon jako Kim Sang-beom

Ludzie wokół Soo-ho
- Kim Min-kyu jako Joo Gyeok-chan
- Jang In-sub jako Eung-chul
- Heo Nam-joon jako Oh Kwang-tae
- Jeon Moo-song jako Im Ji-rok
- Jeon Ae-ri jako Choi Soo-ryun

Inny
- Jung Yi-seo jako Shin Kyung-ja
- Park Ye-ni jako Kim Ye-ni
- Lee Jung-hyun jako Park Geum-cheol